# 다이토주쿠
다이토주쿠(일본어: 大東塾)는 1939년 4월 3일 가게야마 마사하루가 중심이 되어 결성된 일본의 우익 단체이다. 가게야마가 주도한 전국조직 후지 가도회(不二歌道會)와 함께 묶여 '다이토주쿠-후지 가도회'로 알려져 있다. 대외적인 활동은 활발하지 않았으나, 우익계와 정계에 미치는 영향력이 상당히 컸다.